# NO MORE 映画泥棒

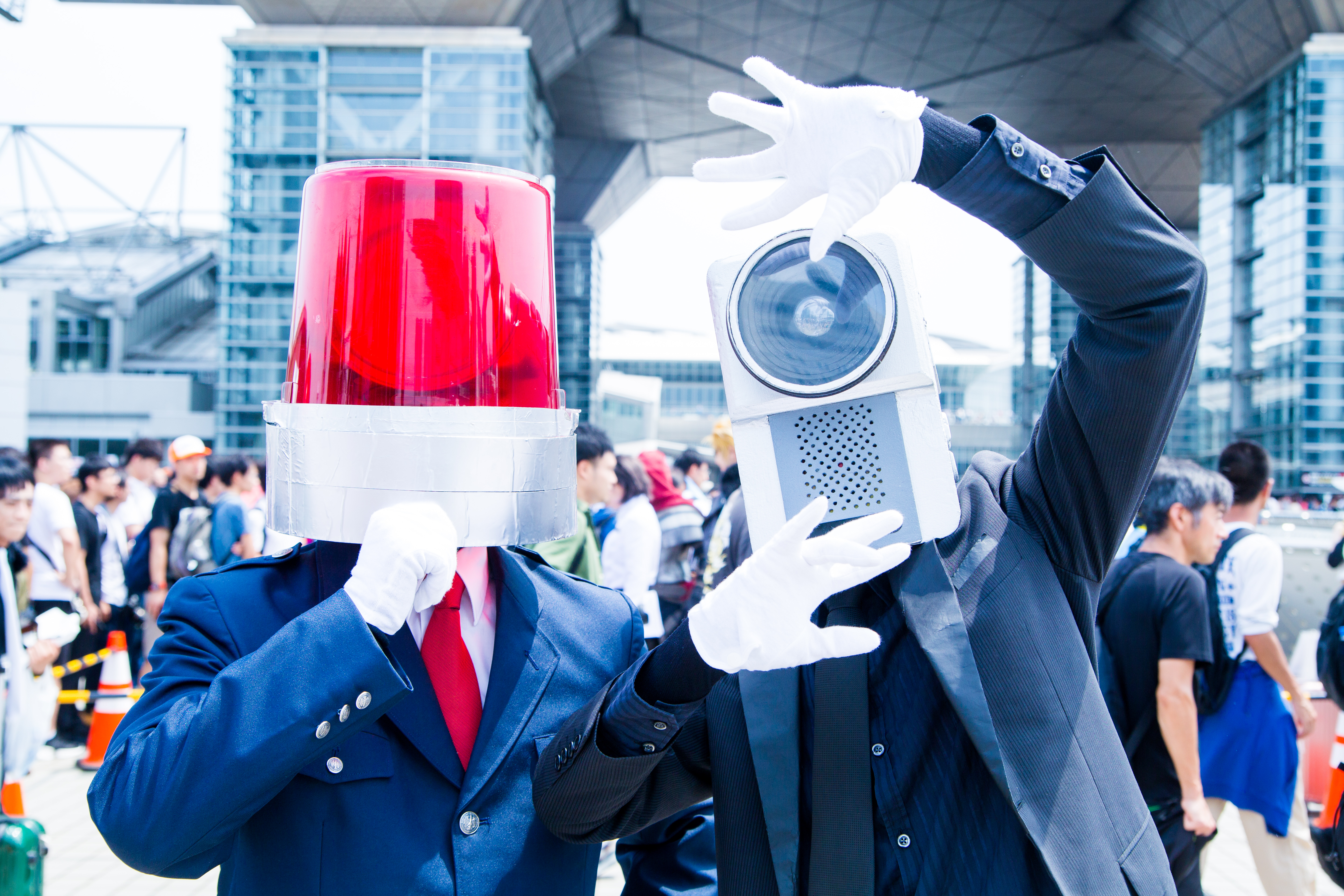
パトランプ男とカメラ男のコスプレ。 コミックマーケット（C94)

- 映画の盗撮の防止に関する法律 > NO MORE 映画泥棒
- 映画倫理機構 > NO MORE 映画泥棒

NO MORE 映画泥棒（ノーモアえいがどろぼう）は、日本全国の映画館で映画本編の直前に上映されているCM（マナームービー）である。

## 概要
2007年8月30日の映画の盗撮の防止に関する法律施行2か月前の6月30日より、「映画館に行こう!」実行委員会の「映画盗撮防止キャンペーン」啓発CMとして上映開始された。当初は2015年まで公開予定としていたが、その後も継続している。ディレクターは耶雲哉治。
映画の盗撮を行っている人物「カメラ男」が逮捕される様子を描くパントマイムと共に、ナレーションで劇場内での映画の撮影・録音が犯罪であることを啓発している。
2010年3月からは「ダウンロード違法化」にあわせた第2バージョン、2012年11月からは「違法ダウンロード刑事罰化」に合わせた第3バージョンに切り替わり、2014年10月には新キャラクターを追加した第4バージョンを公開した（2019年9月からはこれに英語・中国語（簡体字）・韓国語のテロップが追加されたものが上映されている）。2020年7月からはダウンロード刑事罰化が浸透した事や映倫のレーティングをよりよく知ってもらう意図から第5バージョンの上映を開始した（2024年8月23日からは7か国語（前述の3か国語に加え、中国語（繁体字）・スペイン語・ポルトガル語・ベトナム語）に対応したテロップが追加された。）。
出演依頼やタイアップ・商品化のオファー
CM上映以後、カメラ男へのバラエティ番組からの出演依頼やタイアップ・商品化のオファーが寄せられたが、映画業界から見れば悪の権化であり「おちゃらけたイメージにしたくない」との理由から当初は全て断っていた。
しかし、カメラ男を演じていたダンサーのO-ki（藤島巨樹、振付稼業air:manの元メンバー）が2013年1月28日放送の『森田一義アワー 笑っていいとも!』（フジテレビ系列）に出演し、テレビで初めて素顔とカメラの被り物を装着してのダンスを披露した。以降は、「カメラ男を演じた人」としてO-kiがいくつかのメディアに出演している。
商品化・SNSでの露出
2014年にはカメラ男や彼を逮捕する「パトランプ男」のアクションフィギュアが発売されるなど、商品化も行われるようになった。
また、同年7月1日より「今までご迷惑をおかけした罪滅ぼしに、映画業界を盛り上げるため、この度、獄中からつぶやく事になりました」としてカメラ男のTwitterアカウントが開設され、2015年2月27日には「カメラ男が調子に乗っている、という噂を耳にするようになりましたので、私もTwitterを始め、彼を監視する事にしました」としてパトランプ男のTwitterアカウントも開設された。

## 登場人物
カメラ男
頭がビデオカメラになっている背広姿の男。俗に「映画泥棒」と呼ばれるのはこのキャラクターのことを指す。スーツは黒の2つボタン。黒い細ネクタイを締め、白い手袋をはめている。
上映中の映画を盗み撮りしようとするが、第1バージョンを除くいずれのバージョンにおいても、最後はパトランプ男に逮捕される（第1バージョンではライトによって発見されるのみ）。第3バージョンではパソコンで違法ダウンロードもしたため同じく検挙される。
第4バージョンで新衣装となった。黒と白だったスーツとシャツがネイビーになり、胸にチーフを飾るなど、よりおしゃれになっている。しかし、第5バージョンでは再び第3バージョン以前のものになっていた。
パトランプ男
第2バージョンより登場。頭が赤のパトランプ（回転灯）になっている男。4つボタン・4つポケットのガードマン風ジャケットを着用。赤いネクタイを締め、白い手袋をはめている。
映画の盗撮を取り締まるためパトロールをしており、カメラ男を取り押さえる。
第4バージョンで新衣装となった。ジャケットの袖に左右それぞれ異なる紋様の "SECURITY" エンブレムがつき、ほかにも細かな装飾が増えている。
女性（ティアラ）
第2バージョンのみ登場。映画盗撮を行うカメラ男を唖然とした顔で見つめていた。また自らも違法ダウンロードをしたため、パトランプ男に注意される。
ポップコーン男
第4バージョン以降に登場。頭がポップコーンになっており、自らそれをつまみながら映画を観ていたときにカメラ男に遭遇した。感情が高ぶると頭のポップコーンが飛び出す。
ジュース男
第4バージョン以降に登場。頭がストロー付きの紙コップになっており、ポップコーン男と仲が良い模様で一緒に映画を観ていた。
また、自らもタブレット端末を使って違法ダウンロードをしたため、パトランプ男に取り押さえられてしまう。

## コラボレーション
ルパン三世
2014年8月30日公開の実写映画『ルパン三世』の上映直前に同作品とコラボレーションした限定バージョンが上映された。この中では、本編でルパン三世役を演じる小栗旬がカメラ男に扮している。
マイクポップコーン
ジャパンフリトレーが販売するスナック菓子「マイクポップコーン」とのコラボレーション動画が2014年9月に公開された。
名探偵コナン
2015年4月18日公開の映画『名探偵コナン 業火の向日葵』の上映前に『「業火の向日葵」×「NO MORE 映画泥棒」』と題した限定バージョンが上映された。
江戸川コナンが映画館内でカメラを持つ人影（作中において正体が判明する前の犯人）を違法行為に対する処罰内容を指摘した上でカメラ男だと見破ると、カメラ男に扮していた怪盗キッドが正体を現し、怪盗キッドから動画や音楽の違法ダウンロード行為に対する処罰内容の説明が行われた後、江戸川コナンと怪盗キッドが「NO MORE 映画泥棒」との台詞で締める。なお、ジュース男やポップコーン男も冒頭に登場する。
ソフトバンク
2018年10月20日より放送の「白戸家」シリーズのCMで、スマートフォンのデータ容量を奪う「ギガ泥棒」こと「スマホ男」が登場。パトランプ男も登場し、スマホ男を捕まえる。
映画刀剣乱舞
2019年1月18日公開の『映画刀剣乱舞』とコラボレーションしたマナーCMを制作。本作の演出である耶雲が監督を務めたことによりコラボレーションが実現した。マナーCMは週替わりで3種制作。パトランプ男の代わりに刀剣男士たちが映画の盗撮を取り締まるといった内容である。
ケロロ軍曹
2021年12月からコラボレート。啓発動画「『STOP!海賊版』ケロロ軍曹 × NO MORE 映画泥棒」を映画館にて放映し、一般社団法人コンテンツ海外流通促進機構の公式YouTubeチャンネルにて公開。2022年3月25日にはコラボレート第2弾となる動画が「STOP! 海賊版」キャンペーンの一環として、「#7秒で捕まる宇宙人」のタイトルで公開された。
仮面ライダーリバイス、暴太郎戦隊ドンブラザーズ
2022年7月22日公開の『劇場版 仮面ライダーリバイス バトルファミリア』と『暴太郎戦隊ドンブラザーズ THE MOVIE 新・初恋ヒーロー』の上映前に『リバイス』の主役ライダーである仮面ライダーリバイ（五十嵐一輝が変身）、仮面ライダーバイス（悪魔バイスが変身）と『ドンブラザーズ』の主役であるドンモモタロウ（桃井タロウが変身する）とコラボレーションした特別バージョンが上映された。

## パロディ
- ピカルの定理 - モンスターエンジンの西森洋一が西森ポリスとなって、ダメ出しをするコーナー。
- 劇場版 銀魂 完結篇 万事屋よ永遠なれ - カメラ男に酷似した「時間泥棒」というキャラが登場。本作のキーパーソン的な役割。
- アイドルマスター - 2014年2月23日公演のアイドルマスターのライブイベント『THE IDOLM@STER M@STERS OF IDOL WORLD!!2014』でのアニメーションでのライブマナー映像の中での録音および撮影の禁止の旨のアナウンスの際に、『ぷちます!』のプロデューサー（CV.間島淳司）がカメラ男のように顔（Pヘッド）にレンズ等を装着した描写があった。
- ももんず さんどうぃっち スピンオフ たぬの休日 - Webアニメ。たぬが映画泥棒の格好をして逮捕される。
- 警視庁公式サイト内「情報セキュリティ広場」の「不正改造B-CASカードの注意喚起」ページ（実際のページタイトルは『「有料放送を無料で視聴」にご注意！　：警視庁』）の中で、「No MoRe テレビ泥棒」というイラストが存在する。本家の映画泥棒は頭がビデオカメラであるのに対し、このテレビ泥棒は頭がブラウン管テレビになっており、カラダはシルエットながらネクタイは黄色、袖まくりしてバンザイした姿になっている。本家は「NO MORE」であるのに対して警視庁は「No MoRe」とアルファベット大文字小文字の組み合わせとなっており、特に「MoRe」という綴りで違いを際立たせている[26]。
- ささみさん@がんばらない - TVアニメ第4話で月読神臣がカメラ男に扮装し、月読鎖々美を撮影するシーンがある。
- 勇者ヨシヒコと導かれし七人 - 第6話で「権利を守るキャラクター風な…」登場人物がカメラ男の姿をしている。
- ヘボット! - 第44話でプルートとバッティがカメラ男とポップコーン男になりきり、映画の神様を名乗った。
- ダンガンロンパ - アニメ版10話にて、苗木誠から呼び出されたモノクマが頭に箱を被ってダンスをしながら登場する。
- 銀魂2 掟は破るためにこそある - 冒頭で2度目のワーナー・ブラザース映画のロゴが流れた後、桂小太郎（演：岡田将生）がビデオカメラ風の被り物を頭にかぶり、エリザベスとともに観客に向けて注意喚起を促すシーンがある[27]。なお、こちらは第2バージョンをベースとしたものとなっており、同バージョンに出演したティアラも同じ役で出演している。
- 白戸家#白戸家ミステリートレインでは動画を再生させて使いたくないギガを消費させる「ギガ泥棒」にオマージュされて登場している。

## 関連する出来事
劇場版マクロスF 〜サヨナラノツバサ〜の特典
アニメのセルソフトには特典として上映に使用したフィルムの断片が封入されることが多いが、2011年10月発売のアニメ映画『劇場版マクロスF 〜サヨナラノツバサ〜』のBDにはアニメ本編ではなく「NO MORE 映画泥棒」のフィルムが入っていたとTwitterのつぶやきで報告する購入者が続出した。
当初は「ハズレ」扱いされていたこのフィルムであるが、インターネットで話題となったために価値が上がり、インターネットオークションでは本編の人気キャラクターが映っていたフィルムとほぼ同レベルの9610円の価格で落札された。
映画監督の樋口真嗣は、「NO MORE 映画泥棒」は映画本編と直接つながってプリントされているので、特典が本物の上映用フィルムの証拠であるとコメントした。